# Kunlunrosenfink
Kunlunrosenfink (Carpodacus sillemi) är en nyligen återupptäckt fågel i familjen finkar inom ordningen tättingar endemisk för Tibet. Den förekommer mycket lokalt på hög höjd i västra Kina. Arten är så pass dåligt känd att IUCN inte bedömer dess hotstatus.

## Utseende och läten
Kunlunrosenfinken är en 15 cm lång finkfågel som unikt bland rosenfinkarna saknar röda färgtoner. Hanen är kanelbrun på huvud och hals. Näbben är svart, undersidan blek och vingpennorna gråkantade. Hondräkten har ännu inte beskrivits, men ett fotografi av en förmodad hona visar en gråaktig fågel med gul näbb och brunstreckad på ovansidan, bröst och flanker. Lätet är okänt.

## Utbredning och systematik
Kunlunrosenfink är en dåligt känd fink som endast förekommer i västra Tibet. Fram tills nyligen var arten endast känd från två exemplar insamlade 1929 på en karg platå i Aksai Chin på hela 5125 meter över havet i södra Xinjiang i ett område styrt av Kina men hävdat av Indien. En av dem var en ungfågel, varför det antogs att den häckade i närheten eller vid Kunlun Shan. Länge trodde man att det rörde sig om två exemplar av grå alpfink (Leucosticte brandti), men 1992 beskrevs den som en ny art, då i släktet Leucosticte.
2012 fotograferades fågeln 1500 km därifrån, i Yenigoudalen i Qinghai. med flera fynd följande år och 2018. Eftersökningar på andra platser har dock misslyckats med att hitta arten.

### Släktskap
DNA-studier från 2016 visade att den trots sin färglösa fjäderdräkt är en systerart till tibetrosenfink (Carpodacus roborowskii) och därmed egentligen är en rosenfink. Numera förs den därför till Carpodacus.

## Levnadssätt
Mycket litet är känt om kunlunrosenfinkens levnadssätt. Både typexemplaren och fotografierna är från över 5000 meters höjd i öde bergstrakter. Den har noterats äta av färska blad från växten Androsace tapete. Fågeln antas häcka mellan mitten av juni och augusti liksom andra tättingar på Tibetanska högplatån.

## Namn
Artens vetenskapliga artnamn hedrar Jérôme Alexander Sillem, en holländsk samlare som var medlem av den expedition som upptäckte arten 1929. Fram tills nyligen kallades den sillemrosenfink även på svenska, men justerades 2023 till ett mer informativt namn av BirdLife Sveriges taxonomikommitté.

## Status
IUCN placerar arten i kategorin kunskapsbrist, eftersom det råder för lite kunskap om dess bestånd och utveckling för att kunna bedöma dess hotstatus. Den antas dock vara mycket lokalt förekommande och fåtalig, och även i dess utbredningsområde kan den vara svår att lokalisera.